# Caren Jungjohann
Caren Jungjohann (* 23. Dezember 1967 in Duisburg; nach Heirat: Caren Hecker) ist eine ehemalige deutsche Hockeyspielerin und Olympiateilnehmerin.
Die Abwehrspielerin debütierte 1985 in der deutschen Hockeynationalmannschaft. Bei ihrem ersten großen Turnier belegte Deutschland den zweiten Platz bei der Weltmeisterschaft 1986. 1987 gewann die deutsche Mannschaft die Europameisterschaft im Hallenhockey. Im Freien erreichte die deutsche Mannschaft den vierten Platz. Bei den Olympischen Spielen 1988 in Seoul belegte das Team den fünften Platz, wobei Caren Jungjohann in allen fünf Spielen dabei war und gegen Kanada ein Tor erzielte. Nachdem das Team 1990 erneut die Halleneuropameisterschaft gewonnen hatte, war der achte Platz bei der Weltmeisterschaft 1990 ein Rückschlag. 1991 erreichte die Mannschaft den zweiten Platz bei der Europameisterschaft und qualifizierte sich mit einem Sieg beim Ausscheidungsturnier in Auckland für die Olympiateilnahme 1992. Bei den Olympischen Spielen 1992 in Barcelona war Jungjohann abermals in allen fünf Spielen dabei. Nachdem die deutsche Mannschaft in der Vorrunde gegen die spanischen Gastgeberinnen 2:2 gespielt hatten, standen sich die beiden Teams im Finale erneut gegenüber, Spanien siegte nach Verlängerung mit 2:1.
Für den Gewinn der Silbermedaille erhielt sie mit der deutschen Hockey-Mannschaft am 23. Juni 1993 das Silberne Lorbeerblatt.
Insgesamt wirkte Caren Jungjohann von 1985 bis 1992 in 134 Länderspielen mit, davon 10 in der Halle.
Caren Jungjohann spielte für den Club Raffelberg in Duisburg. 1987 und 1991 wurde sie mit ihrem Verein deutsche Vizemeisterin auf dem Feld. Während ihrer Karriere absolvierte Caren Jungjohann eine Ausbildung zur Krankengymnastin. Sie ist die Mutter des Basketballspielers Felix Hecker.